# NGC 2232
NGC 2232 في الفهرس العام الجديد، هو عنقود نجمي، يقع في كوكبة وحيد القرن. اكتشف في 16 أكتوبر 1784 . بواسطة ويليام هيرشل .
يقع هذا العنقود النجمي في حزام جولد بالقرب من مجموعة سديم الجبار ،  على مسافة متوسطة تبلغ 1،060 سنة ضوئية من الشمس. متوسط السرعة الشعاعية لأعضاء الكتلة 26.6 ± 0.77 كم / ثانية. هذه واحدة من أقرب العناقيد المفتوحة للشمس ولنا، مما يجعلها هدفًا مفيدًا محتملًا لدراسة النجوم الشابة وانتقالها إلى التسلسل الرئيسي.
الكتلة نصف قطرها الزاوي 36 دقيقة قوسية، ونصف القطر الزاوي الأساسي 7.2 دقيقة قوسية . إنها كتلة متفرقة تحتوي على أكثر من عشرين عضوًا . يعتبر هذا عنقودًا شمسيًا فائقًا ، حيث تحتوي انجومه عمومًا على وفرة أعلى من الحديد مقارنة بالشمس. متوسط المعدنيّة هو 0.22 ± 0.09 أو 0.32 ± 0.08 ، اعتمادًا على الافتراضات الموضوعة. تعرض أربعة أعضاء من الكتلة على الأقل فائضًا من الأشعة تحت الحمراء بطول موجة 8 ميكرومتر مما يوحي بوجود غبار دافئ ، بينما يعرض النجم من النوع A HD 45435 فائضًا قويًا من الأشعة عند 24 ميكرومتر. قد يشير الأخير إلى أن النجم في حالة تطورية مبكرة. يبدو أن عضوًا واحدًا فقط من الكتلة مميز كيميائيًا.

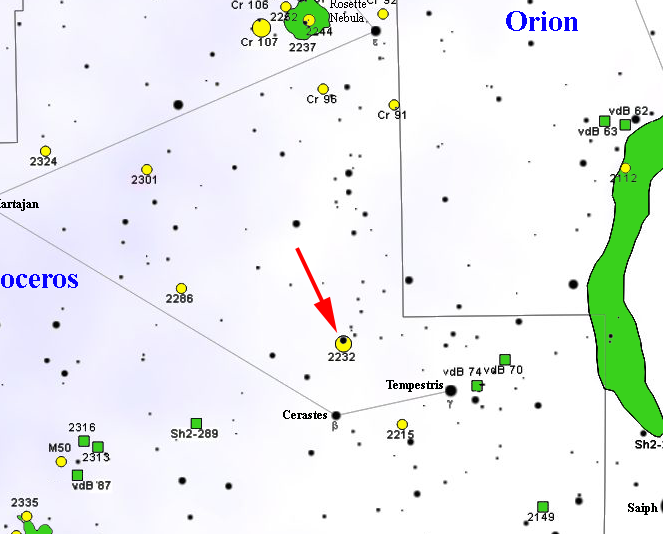
Map showing the location of NGC 2232

## روابط خارجية
- NGC 2232 على موقع ويكي سكاي: DSS2, SDSS, GALEX, IRAS, Hydrogen α, X-Ray, Astrophoto, Sky Map, Articles and images